# 広山詞葉
広山 詞葉（ひろやま ことは、1985年〈昭和60年〉3月29日 - ）は、日本の女優、映画プロデューサー。
広島県出身。フロム・ファーストプロダクション所属。

## 略歴
日本大学芸術学部演劇学科出身。『最後から二番目の恋』（2012年、フジテレビ）でドラマ初レギュラーの座を射止めた。
特技は着付け、キャンドル作り、茶道（裏千家）。資格マニア。
映画『今夜新宿で、彼女は、』で第13回山形国際ムービーフェスティバル最優秀俳優賞・第1回渋谷TANPEN映画祭最優秀主演女優賞・第1回SeishoCinemaFesベストアクトレス賞を受賞。
フェローズ学生映画祭審査員、若手映画作家応援プロジェクトFFFS-BEYONDプロデューサーとしても活動する。

## 出演

### テレビドラマ
- 最後から二番目の恋（フジテレビ） - 飯田ゆかり 役
  - 最後から二番目の恋（2012年）
  - 最後から二番目の恋 2012秋（2012年）
  - 続・最後から二番目の恋（2014年）
  - 続・続・最後から二番目の恋（2025年）[3]
- 松本清張 没後20年 特別企画「波の塔」（2012年、テレビ朝日） - 佐々木和子 役
- 一休さん（2012年、フジテレビ）
- 遅咲きのヒマワリ〜僕の人生、リニューアル〜 第6・8話（2012年、フジテレビ） - 松浦美鈴 役
- ビブリア古書堂の事件手帖 第5話（2013年、フジテレビ）
- ダブルス　二人の刑事（2013年、テレビ朝日）
- SUMMER NUDE（2013年、フジテレビ）
- 浅草下町通交番 子連れ巡査の捜査日誌2（2014年、テレビ東京） - 高梨真理奈 役
- NHK大河ドラマ
  - 軍師官兵衛（2014年） - お静 役
  - 麒麟がくる（2020年）
- 上流階級 富久丸百貨店外商部（2015年、フジテレビ） - 遥香 役
- 残念な夫。 第1・2・5話（2015年、フジテレビ） - ママ友 役
- 問題のあるレストラン 第10話（2015年、フジテレビ） - ママ 役
- ワイルドヒーローズ 第5話（2015年、日本テレビ） - 新聞記者（宮ちゃん） 役
- ココロ部! 第9回（2015年、NHK） - ユカリ 役
- 偽装の夫婦 第7話（2015年、日本テレビ） - 保護者 役
- 視覚探偵 日暮旅人（2015年、日本テレビ） - 幼稚園の先生 役
- 海底の君へ（2016年、NHK） - 瀬川 役
- やすらぎの郷 （2017年、テレビ朝日）- 風間ぬい子 役
- コウノドリ 第2シリーズ 第5話（2017年11月10日、TBS） - 松永真美 役
- トットちゃん!（2017年12月5日 -12月22日、テレビ朝日） - シノハラマリ 役
- 神酒クリニックで乾杯を（2019年、BSテレ東） - 中川香奈
- やすらぎの刻〜道 （2019年、テレビ朝日）- 風間ぬい子 役
- 面白南極料理人 第12話（2019年3月31日、テレビ大阪） - 本木の妻 役[4]
- 4分間のマリーゴールド（2019年、TBS） - 二条歩 役
- 特捜9 Season4（2021年、テレビ朝日） - 浅川塔子 役
- ひきこもり先生（2021年、NHK） - 松山由美子 役
- Get Ready! 第5話（2023年、TBS） - 提訴相手の母親 役
- ケイジとケンジ、時々ハンジ。 第2話（2023年、テレビ朝日） - 小宮香 役

### 配信ドラマ
- SICK'S 恕乃抄 〜内閣情報調査室特務事項専従係事件簿〜 第壱話（2018年4月、Paravi） - 那須茄子 役
- SPECサーガ黎明篇「サトリの恋」（2018年10月・11月、Paravi） - 那須茄子 役
- SICK'S 覇乃抄 〜内閣情報調査室特務事項専従係事件簿〜 第六話（2019年3月、Paravi） - 那須茄子 役
- SPECサーガ黎明篇「Knockin’on 冷泉’s SPEC Door」（2021年2月、Paravi） - 那須茄子 役

### 映画
- ヘルタースケルター（2012年） - 看護師 役
- ナゾトキネマ「マダム・マーマレードの異常な謎」（2013年） - 山下陽子 役
- 劇場版 SPEC 〜結〜 漸ノ篇 / 爻ノ篇（2013年） - 看護師 役
- 天空の蜂（2015年） - 小学校教師 役
- 青銅の基督（2016年） - 小菊 役
- RANMARU 神の舌を持つ男（2016年） - 女中 役
- 今夜新宿で、彼女は、（2018年） - 木下ななみ 役　企画・プロデュース兼任[5]
- ファーストラヴ（2021年）- 小山ゆかり 役
- ひとつぼっち（2021年）- 主演　木村波子 役
- truth〜姦しき弔いの果て〜（2022年1月）- 九条真弓 役　プロデュース兼任[6][7]
- Threads of Blue（2023年公開予定）[8]
- 退屈なエンドロール（2023年） - 春日アンジェリカ 役[9][10]
- コーポ・ア・コーポ（2023年）
- 日本で一番恐くない間取り（2024年） - 富良野 役[11]
- 運命屋（2024年） - 運命屋の女性 役[12]
- 私にふさわしいホテル（2024年12月27日、日活・KDDI） - 遠藤緑 役[13]

### 舞台
- オシリスの天秤 THE ORIGIN 「DONOR HUNT」（2016年） - 主演
- 広山詞葉 一人芝居「≒」（2015年）
- 東京マハロ「女子穴」（2014年）
- 東京マハロ「白線」（2013年）
- 劇団PEOPLE PURPLE 「クリスタルイヴ」（2012年）
- 気晴らしBOYZ「ミリオンダラーED」（2012年）
- 気晴らしBOYZ「ろくでなしコーラス」（2011年）
- "STRAYDOG" 30th Anniversary Produce「嫌われ松子の一生」（2023年） - 主演・川尻松子 役[14]
- 朗読劇「10年後の君へ」（2024年）[15]
- 〜新感覚つかこうへい〜「売春捜査官」（2024年）[16]
- 熱海殺人事件・売春捜査官（2026年公演予定）[17]